# Meligalás
Meligalás är en kommunhuvudort i Grekland.   Den ligger i prefekturen Messenien och regionen Peloponnesos, i den södra delen av landet, 180 km sydväst om huvudstaden Aten. Meligalás ligger 82 meter över havet och antalet invånare är 1 431.
Terrängen runt Meligalás är kuperad söderut, men norrut är den platt.Runt Meligalás är det ganska glesbefolkat, med 30 invånare per kvadratkilometer. Närmaste större samhälle är Messíni, 18,7 km söder om Meligalás. 